# Dawie van der Walt
Isak Dawie van der Walt (Kaapstad, 2 november 1983) is een golfprofessional uit Zuid-Afrika.
Dawie is de zoon van Dawie en Sterna Van der Walt. Hij speelde in zijn jeugd vooral de twee meest populaire sporten in Zuid-Afrika: rugby en cricket. Hij speelde alleen golf met zijn vader, want in die jaren was er nog geen jeugdcompetitie. Maar hij wilde reizen, en golf zou hem meer mogelijkheden geven. Na het Paarl Gymnasium maakte hij zijn eerste reis naar de Verenigde Staten en studeerde van 2004 tot en met 2006 aan de Lamar Universiteit. Hij speelde golf voor het Cardinal's Team. Zijn grote voorbeeld is de vier jaar oudere Trevor Immelman, die uit dezelfde provincie komt.

## Amateur
Als amateur was Dawie de tweede op de Zuid-Afrikaanse ranglijst. Hij speelde in het Zuid-Afrikaans en Brits amateurkampioenschap en haalde in 2005 de kwartfinale in het US amateurkampioenschap. Ook speelde hij de St Andrews Links Trophy en het Zuid-Afrikaans Open.

## Professional
In 2007 eindigde Van der Walt op de 4de plaats bij het Russisch Open. Het toernooi daarna was de SAS Masters en de week daarna het KLM Open op de Kennemer Golf & Country Club. Op woensdag, de dag voordat het KLM Open begon, kreeg hij te horen dat hij in Rusland voor een verkeerde score had getekend en alsnog werd gediskwalificeerd. Door zijn top 10-plaats in Rusland had hij speelrecht gekregen bij de SAS Masters, en die resultaten werden hem niet afgenomen, maar de ruim € 96.000 prijzengeld van het Russisch Open wel. Het is nooit duidelijk geworden wie zijn score van 69 had doorgestreept en in 68 had veranderd.
Op de Sunshine Tour's Order of Merit werd hij 40ste in 2008 en 27ste in 2009. In 2010 woonde hij in Beaumont, Texas en speelde de Amerikaanse Adams Golf Pro Tour Series, waar hij op de 26ste plaats eindigde.
Van der Walt won het Lake Charles Open met een score van -30, waarmee hij het record van -25, in 2002 gevestigd door Ryan Palmer, verbrak.
Eind 2010 probeerde Van der Walt zich te kwalificeren voor de Nationwide Tour maar miste met één slag. De week daarna speelde hij het Alfred Dunhill Kampioenschap, waar hij na twee rondes op de tweede plaats stond.
In maart 2013 won hij het Tshwane Open, dat meetelt voor de Sunshine Tour en de Europese PGA Tour, waar hij twee jaar speelrecht kreeg.

## Gewonnen
Adams Golf Pro Tour Series
- 2009: Lake Charles Open

Sunshine Tour
- 2013: Tshwane Open,  Nelson Mandela Championship

Europese Tour
- 2013: Tshwane Open
- 2014:  Nelson Mandela Championship (gespeeld in dec. 2013)